# 人生ドラマチック
「人生ドラマチック」は、キング・クリームソーダの4枚目のシングル。2015年9月16日にFRAMEから発売された。

## 概要
- 2015年7月よりテレビ東京系アニメ『妖怪ウォッチ』のオープニングテーマに使用されている。
- アニメがセカンドシーズンに入ることに伴い、今曲の歌詞にはこれまでの楽曲で使用されていた「ゲラゲラポー」のフレーズが全廃されている[2]。

## 収録曲
全曲作詞：motsu・高木貴司 作曲・編曲：菊谷知樹
1. 人生ドラマチック (4:11)
2. ダァダァダァの数え歌 (4:18)
3. 人生ドラマチック（オリジナル・カラオケ）(4:10)
4. ダァダァダァの数え歌（オリジナル・カラオケ）(4:16)